# Reinhold Morisevič Glière
Reinhold Morisevič Glière (rusko Рейнгольд Морицевич Глиэр), ruski skladatelj, * 30. december 1874 (11. januar 1875, ruski koledar), Kijev, Ukrajina, † 23. junij 1956, Moskva.
Glasbo je študiral na moskovskem konservatoriju, njegovi profesorji so bili Sergej Tanejev, Anton Arenski, Mikhail Ippolitov-Ivanov idr. Med letoma 1920 in 1941 je tudi sam poučeval kompozicijo na tej ustanovi, njegovi najslavnejši študenti pa so Sergej Prokofjev, Aram Hačaturjan in Nikolaj Mjaskovski. Med letoma 1938 in 1948 je bil predsednik organizacijskega komiteja Zveze skladateljev Sovjetske Zveze. Njegova glasbena govorica je izrazito romantična, z elementi ruske nacionalne melodike. 
Njegova najbolj slavna dela so Koncert za harfo in orkester (zvočni primer), Simfonija št. 3, Koncert za kolaturni sopran in orkester, Koncert za rog in orkester idr. 
Glière je trikrat prejel Stalinovo nagrado, dvakrat red Lenina, red rdeče zastave in Značko časti Sovjetske Zveze.
Pokopan je na moskovskem pokopališču Novodeviči.